# Казимеж-Бискупи (гмина)
Казимеж-Бискупи (пол. Kazimierz Biskupi) — сельская гмина (уезд) в Польше, входит как административная единица в Конинский повет, Великопольское воеводство. Население — 10 329 человек (на 2005 год).

## Сельские округа
1. Анелево
2. Бохлево
3. Чонсткув
4. Данинув
5. Добросолово
6. Юзвин
7. Каменица
8. Казимеж-Бискупи
9. Коморово
10. Козажев
11. Козажевек
12. Несвястув
13. Посада
14. Сокулки
15. Токарки
16. Верушев
17. Влодзимирув
18. Воля-Лащова

## Прочие поселения
1. Белявы
2. Бенишев
3. Бохлево-Друге
4. Борове
5. Дембувка
6. Добросолово-Друге
7. Добросолово-Тшеце
8. Каменица-Майёнтек
9. Коморово-Колёня
10. Людвикув
11. Марантув
12. Мокра
13. Олесин
14. Ольшове
15. Радванец
16. Смучин
17. Стефаново
18. Токарки-Первше
19. Токарки-Друге
20. Важня
21. Вежхы
22. Выгода

## Соседние гмины
1. Гмина Голина
2. Гмина Клечев
3. Конин
4. Гмина Островите
5. Гмина Слупца
6. Гмина Слесин